# Pannychina atripennis
Pannychina atripennis är en skalbaggsart som först beskrevs av Bates 1885.  Pannychina atripennis ingår i släktet Pannychina och familjen långhorningar. Inga underarter finns listade i Catalogue of Life.